# كايتو هيراتا
كايتو هيراتا (باليابانية: 平田 海斗) (مواليد 25 يوليو 2001) هو لاعب كرة قدم ياباني.

## وصلات خارجية
- كايتو هيراتا على موقع رابطة كرة القدم اليابانية للمحترفين (اليابانية)
- كايتو هيراتا على موقع قاعدة بيانات كرة القدم.إي يو (الإنجليزية)
- كايتو هيراتا على موقع Soccerway.com (الإنجليزية)
- كايتو هيراتا على موقع عالم كرة القدم.نت (الإنجليزية)